# جورج غري (متزحلق)
جورج غري (بالإنجليزية: George Grey)‏ (و. 1979  م) هو متزحلق كندي، ولد في لندن، شارك في الألعاب الأولمبية الشتوية 2006، والبطولة النرويجية للاتحاد العالمي للتزلج على الثلوج 2007 ‏، وبطولة العالم للتزلج النوردي على الثلج 2009 ‏، والبطولة النرويجية للاتحاد العالمي للتزلج على الثلوج 2005 ‏، والألعاب الأولمبية الشتوية 2010، والبطولة النرويجية للاتحاد العالمي للتزلج على الثلوج 2003 ‏، والبطولة النرويجية للاتحاد العالمي للتزلج على الثلوج 2011 ‏.

## روابط خارجية
- جورج غري على موقع الاتحاد الدولي للتزلج (التزلج الريفي) (الإنجليزية)
- جورج غري على موقع أوليمبيديا (الإنجليزية)